# Bernard Dietz
Bernard Dietz (Bockum-Hövel, 22 marzo 1948) è un ex calciatore e allenatore di calcio tedesco occidentale, dal 1990 tedesco, di ruolo difensore.

## Biografia

### Giocatore

#### Club
Dopo avere mosso i primi passi nella squadra della sua cittadina, il SVA Bockum-Hövel, nel 1970 passò al calcio professionistico, debuttando in Bundesliga con il MSV Duisburg, dove restò fino al 1982, ottenendo, come maggiore successo, il raggiungimento della finale di Coppa di Germania nel 1975, perduta 1-0 contro l'Eintracht Francoforte.
Dal 1982 venne ingaggiato dallo Schalke 04, nel quale rimase fino al ritiro dall'attività agonistica nel 1987.

#### Nazionale

Dietz (a sinistra) in nazionale al, in marcatura sul cecoslovacco Nehoda.

Il suo debutto nella nazionale della Germania Occidentale avvenne il 22 dicembre 1974 a La Valletta in occasione dell'incontro contro Malta valido per le qualificazioni all'Europeo di Jugoslavia 1976, e vinto 1-0.
Con la maglia di titolare della nazionale arrivò alla finale del Campionato europeo in Jugoslavia 1976, e soprattutto conquistò il successivo Europeo di Italia 1980, durante il quale indossò anche la fascia di capitano.
Con la Germania Ovest disputò complessivamente 53 partite tra il 1974 e il 1981, e prese parte al Mondiale in Argentina 1978.

### Allenatore
Dopo il ritiro da calciatore continuò a lavorare nel mondo del calcio come dirigente sportivo, e nel 1999 venne ingaggiato dal Bochum, che militava allora in Seconda divisione, per un periodo di soli 7 incontri di campionato. Nel 2001 lo stesso Bochum lo richiamò alla guida della squadra, ma prima della fine dell'anno lo estromise nuovamente.
Dopo avere svolto l'attività di allenatore in seconda nel Duisburg, dal 2006 allena la squadra di Terza divisione del Rot-Weiß Ahlen.

## Palmarès

### Giocatore

#### Club

##### Competizioni internazionali
- Coppa Intertoto: 3

Duisburg: 1974, 1977, 1978

#### Nazionale
- Campionato d'Europa: 1

Italia 1980